# Uran(V,VI)-oxid
Uran(V,VI)-oxid (auch Triuranoctoxid, U3O8) ist eine chemische Verbindung des Urans und zählt zu den Oxiden. Es kommt in mehreren Modifikationen vor. Pechblende enthält kein Uran(V,VI)-oxid, sondern Uran(IV)-oxid und zusätzlichen Sauerstoff.

## Darstellung
Uran(V,VI)-oxid entsteht beim Erhitzen von Uran(VI)-oxid auf 700–900 °C durch Sauerstoffabgabe bzw. aus Uran(IV)-oxid durch Sauerstoffaufnahme, etwa aus Luft. Es bildet sich auch beim Erhitzen von anderen Uranoxiden auf ähnliche Temperaturen an der Luft.
{\displaystyle \mathrm {3\ UO_{2}+O_{2}\longrightarrow U_{3}O_{8}} }

## Eigenschaften

### Physikalische Eigenschaften
Uran(V,VI)-oxid bildet mehrere Modifikationen. In reinem Uran(V,VI)-oxid ist bei Zimmertemperatur die orthorhombische α-Struktur mit der Raumgruppe C2mm (Nr. 38, Stellung 4) und den Gitterparametern a = 671 pm, b = 1196 pm und c = 414 pm thermodynamisch stabil. Sie geht oberhalb von 210 °C reversibel in eine hexagonale Form (a = 681 pm, c = 414 pm, Raumgruppe P62m (Nr. 189)) über. Bei Zimmertemperatur metastabil ist die orthorhombische β-Struktur mit der Raumgruppe Cmcm (Nr. 63) und den Gitterparametern a = 707 pm, b = 1145 pm und c = 830 pm, die durch Erhitzen von α-U3O8 auf 1350 °C an der Luft und langsames Abkühlen gebildet werden kann. Daneben ist auch eine kubische, nur bei hohem Druck stabile, unterstöchiometrische Modifikation bekannt.
Uran(V,VI)-oxid ist abhängig vom Sauerstoffgehalt leitfähig, bei Raumtemperatur beträgt die Elektrische Leitfähigkeit bei genau stöchiometrischem Triuranoctoxid, also U3O8, vulgo Uran(V,VI)-oxid, etwa 100 Ω−1·m−1. Die Verbindung ist ein Halbleiter vom n-Typ.
Frisch erzeugtes Uran(V,VI)-oxid aus irdischem Natururan hat eine spezifische Aktivität von 21450 Bq/g.

### Chemische Eigenschaften
Triuranoctoxid löst sich leicht in oxidierenden Säuren unter Bildung von Uranylionen. Bei der Reaktion mit Chlorwasserstoff bei 700 °C entsteht Uranylchlorid.
Durch Reaktion mit Wasserstoff bei 700 °C oder Kohlenstoffmonoxid bei 350 °C wird es über mehrere unstöchiometrische Zwischenprodukte zu Uran(IV)-oxid reduziert.

## Verwendung
Da Uran(V,VI)-oxid bei gleichen Temperaturen aus allen Uranoxiden entsteht, wird es zur gravimetrischen Bestimmung des Urangehaltes, etwa von Erzen, genutzt.